# Prima Ligă de Fotbal din Sudan
Prima Ligă Sudan este primul eșalon din sistemul competițional fotbalistic din Sudan.

## Echipele sezonului 2010
- Al-Ahli (Wad Medani)
- Al-Hilal (Kadougli)
- Al-Hilal Omdurman
- Al-Hilal (Port Sudan)
- Al-Ittihad (Wad Medani)
- Al-Khartoum
- Al Merghani Kassala
- Al-Merreikh (Omdurman)
- Al-Mourada (Omdurman)
- Al-Nil Al-Hasahesa
- Amal Atbara
- Hay al-Arab Port Sudan (Omdurman)
- Jazeerat Al-Feel

## Foste campioane
| - 1962 : Al-Hilal Omdurman - 1963 : nu s-a disputat - 1964 : Al-Hilal - 1965 : Al-Hilal - 1966 : Al-Hilal - 1967 : Al-Hilal - 1968 : Al Mourada - 1969 : Burri Khartoum - 1970 : Al-Merreikh - 1971 : Al-Merreikh - 1972 : Al-Merreikh - 1973 : Al-Merreikh - 1974 (1st Half) : Al-Hilal - 1974 (2nd Half) : Al-Merreikh - 1975 : Al-Merreikh - 1976 : nu s-a disputat | - 1977 : Al-Merreikh - 1978 : Al-Merreikh - 1979 : nu s-a disputat - 1980 : nu s-a disputat - 1981 : Al-Hilal - 1982 : Al-Merreikh - 1983 : Al-Hilal - 1984 : Al-Hilal - 1985 : Al-Merreikh - 1986 : Al-Hilal - 1987 : Al-Hilal - 1988 : Al-Hilal - 1989 : Al-Hilal - 1990 : Al-Merreikh - 1991 : Al-Hilal - 1992 : Al Hilal Port-Sudan | - 1993 : Al-Merreikh - 1994 : Al-Hilal - 1995 : Al-Hilal - 1996 : Al-Hilal - 1997 : Al-Merreikh - 1998 : Al-Hilal - 1999 : Al-Hilal - 2000 : Al-Merreikh - 2001 : Al-Merreikh - 2002 : Al-Merreikh - 2003 : Al-Hilal - 2004 : Al-Hilal - 2005 : Al-Hilal - 2006 : Al-Hilal - 2007 : Al-Hilal - 2008 : Al-Merreikh | - 2009 : Al-Hilal - 2010 : Al-Hilal - 2011 : Al-Merreikh - 2012 : Al-Hilal - 2013 : Al-Merreikh - 2014 : Al-Hilal - 2015 : Al-Merreikh - 2016 : Al-Hilal - 2017 : Al-Hilal - 2018 : Al-Merreikh - 2019 : Al-Merreikh - 2020 : Al-Merreikh - 2021 : - 2022 : |

#### Echipele care au luat eventul
| Dubla : | Club Sportiv | Reușite     | Sezoane                                                                       |
| ------- | ------------ | ----------- | ----------------------------------------------------------------------------- |
| Dubla : | Al-Merreikh  | De 11 ori : | ( 1970 - 1971 - 1972 - 1974 - 1985 - 1993 - 2001 - 2008 - 2013 - 2015 - 2018) |
| Dubla : | Al-Hilal     | De 4 ori :  | ( 1998 - 2004 - 2009 - 2016)                                                  |

O dublă sau un event în fotbal reprezintă câștigarea campionatului și a cupei unei țări în același sezon competițional de către o singură echipă.

## Performanțe după club
| Club                  | Oraș       | Titluri | Ultimul titlu |
| --------------------- | ---------- | ------- | ------------- |
| Al-Hilal Club         | Omdurman   | 32      | 2022          |
| Al-Merreikh           | Omdurman   | 23      | 2020          |
| Burri Khartoum        | Khartoum   | 1       | 1969          |
| Al-Mourada            | Omdurman   | 1       | 1968          |
| Al-Hilal (Port Sudan) | Port Sudan | 1       | 1992          |

### Golgeteri
| Sezon | Jucător              | Club                 | Goluri |
| ----- | -------------------- | -------------------- | ------ |
| 1996  | Osama Abreesh        | Al-Merreikh          | 7      |
| 1997  | Abd Al-Majeed Ja3fer | Al-Merreikh          | 9      |
| 1998  | Abd Al-Majeed Ja3fer | Al-Merreikh          | 19     |
| 1999  | Abd Al-Majeed Ja3fer | Al-Merreikh          | 5      |
| 1999  | Hithm Al-Rashed      | Al-Ahli (Wad Medani) | 5      |
| 2000  | Mutaz Kabair         | Marreekh Al-Thagher  | 14     |
| 2001  | Mutaz Kabair         | Al-Hilal Omdurman    | 15     |
| 2002  | Mutaz Kabair         | Al-Hilal Omdurman    | 15     |
| 2003  | Mutaz Kabair         | Al-Hilal Omdurman    | 12     |
| 2004  | Haytham Tambal       | Al-Hilal Omdurman    | 20     |
| 2005  | Faisal Agab          | Al-Merreikh          | 19     |
| 2005  | Haytham Tambal       | Al-Hilal Omdurman    | 19     |
| 2006  | Endurance Idahor     | Al-Merreikh          | 18     |
| 2006  | Kelechi Osunwa       | Al-Hilal Omdurman    | 18     |
| 2007  | Kelechi Osunwa       | Al-Hilal Omdurman    | 20     |
| 2008  | Haytham Tambal       | Al-Merreikh          | 21     |

## Referință
1. ↑  rsssf.com, ed. (11 septembrie 2019). „Sudan - Dubla: campionat + cupa” (în engleză).